# The Seer (ep)
The Seer is een ep van de Finse klassiek/metal-sopraan Tarja Turunen. Het bevat een duet met Doro Pesch, remixen van enkele nummers van My Winter Storm en live-opnamen. De ep is uitgebracht door Spinefarm op 1 december 2008.

## Lijst van Nummers
1. The Seer (duet met Doro Pesch) - 4:22
2. Lost Northern Star (Tägtgren Remix) - 4:35
3. The Reign (Score Mix) - 4:47
4. Die Alive (Alternatieve versie) - 4:08
5. Boy and the Ghost (Izumix) - 4:14
6. Calling Grace (Volledige versie) - 3:18
7. Lost Northern Star (Ambience Sublow Mix) - 4:56
8. Damned and Divine (live in Kuusankoski) - 5:44
9. You Would Have Loved This (live in Kuusankoski) - 4:04
10. Our Great Divide (live in Kuusankoski) - 5:16
11. Ciarán's Well (live in Kuusankoski) - 3:48